# Georges Tornikès l'Ancien
Georges Tornikès est un ecclésiastique et écrivain byzantin du XIIe siècle, métropolite d'Éphèse en 1155, mort peu après.

## Éléments biographiques
Il était issu du côté paternel d'une illustre famille d'origine géorgienne. Sa mère était la nièce de l'archevêque Théophylacte d'Ohrid. Il avait deux frères, Démétrios et Léon, et tous trois étaient nés dans les années 1110 à 1120. La demeure familiale se trouvait à Thèbes. Son frère Démétrios eut trois fils : Constantin, Euthyme et Georges, dit Georges Tornikès le Jeune, avec lequel il a été longtemps confondu.
Il fut un proche d'Anne Comnène et de sa famille, membre du cercle de lettrés qu'elle avait constitué autour d'elle, et il fit son éloge funèbre à sa mort (vers 1153). En 1146, il fut nommé didascale des Psaumes de l'École patriarcale par le patriarche Cosmas Atticus. Il accéda au poste de didascale des Évangiles (le plus élevé) dans les années suivantes, puis en 1154 devint hypomnêmatographos du patriarcat (c'est-à-dire chargé de la rédaction des documents officiels). Il fut alors mêlé à un conflit dans le clergé de Sainte-Sophie : à la mort du patriarche Théodote II, un parti dirigé par le diacre Sotérichos Panteugénos refusa de participer à ses funérailles en l'accusant d'avoir adhéré à l'hérésie bogomile. Tornikès prit la défense du défunt et reçut le soutien de Georges Bourtzès, métropolite d'Athènes. S'y ajouta une autre querelle, entre un diacre nommé Basile, chargé de prêches dans les églises de la capitale, et un certain Michel, neveu du métropolite de Thessalonique, qui occupa successivement les charges de didascale des Évangiles, puis de prôtekdikos (avocat du patriarcat), sur la question de savoir s'il fallait offrir le sacrifice de l'eucharistie à la Trinité (position de Basile) ou au Père seul (position de Michel) ; le second reçut l'appui de Panteugénos, ainsi que de Nicéphore Basilakès, qui était le didascale de l'Apôtre, tandis que Tornikès s'alliait à Basile.
Un nouveau patriarche, Constantin Chliarénos, ayant été intronisé fin 1154, les protagonistes du conflit se virent offrir différentes promotions : Tornikès songea un temps au siège métropolitain de Corinthe, proche de la résidence de sa famille, mais y renonça, entre autres sur les conseils du nomophylax Théodore Pantechnès, et finalement fut nommé métropolite d'Éphèse au cours de l'année 1155 ; Panteugénos, lui, fut désigné comme patriarche d'Antioche. Tornikès envoya son cousin Euthyme, avec des lettres de recommandation (au gouverneur du thème de Thracésiens, au représentant du gouverneur à Éphèse, au métropolite voisin de Smyrne), pour préparer son arrivée dans sa ville épiscopale. Il participa à un synode tenu à Constantinople sur le conflit en cours le 26 janvier 1156 (dont Panteugénos, pour une raison ignorée, fut absent), écrivit vers le même temps, au nom de l'empereur Manuel Ier, une lettre au pape sur la question de la primauté dans l'Église, puis partit prendre possession de son siège.
Comme d'autres nommés à cette époque sur des sièges épiscopaux provinciaux (Michel Italikos à Philippopolis, Michel Choniatès à Athènes un peu plus tard), il fut profondément déprimé par ce qu'il trouva : dans ses lettres écrites d'Éphèse, il fait une peinture catastrophée du triste état où était réduite cette métropole autrefois prestigieuse, dont la province comprenait trente-six évêchés suffragants. Il écrivit à plusieurs puissants personnages de Constantinople pour obtenir du soutien dans sa nouvelle charge (au logothète du drome Jean Kamatéros, au secrétaire du kanikleion Théodore Styppéiotès, au nomophylax Théodore Pantechnès, à la princesse Irène, fille d'Anne Comnène...). Peu après son arrivée, il entreprit le difficile voyage pour se rendre à Philadelphie, résidence du duc des Thracésiens qui était alors le jeune Alexis Kontostéphanos (neveu de l'empereur Manuel Ier). Au mois d'avril, il nomma un évêque à Pyrgion, sur la recommandation du prince Isaac Comnène, petit-neveu d'Alexis Ier, devenu le moine Jean, qui voulait un évêché pour l'ecclêsiarchês de son monastère. Il poursuivait à distance le conflit avec Sotérichos Panteugénos (sa dernière lettre connue est un encouragement à un de ses alliés où il se réjouit de succès remportés), mais en fait il dut mourir prématurément peu après : on ne possède rien de lui au-delà de l'année 1156, et d'autre part il n'assista pas, comme métropolite, au synode tenu aux Blachernes le 12 mai 1157, où Panteugénos et ses partisans furent condamnés pour hérésie et destitués.

## Œuvre conservée
Les écrits conservés de Georges Tornikès l'Ancien se trouvent en bloc dans un codex unicus du début du XIVe siècle, le Vindob. phil. gr. 321 (Bibliothèque nationale de Vienne), manuscrit qui contient de nombreux textes uniques du XIIe siècle. Ces textes (qui datent tous d'entre 1146 et 1156) sont : trois leçons inaugurales ou cérémonielles données à l'École patriarcale pour ses prises de fonction, une confession de foi en rapport avec le conflit théologique auquel il fut mêlé, la longue oraison funèbre d'Anne Comnène, la lettre écrite au pape au nom de l'empereur Manuel Ier, et vingt-cinq lettres personnelles adressées à des destinataires identifiés, et en général connus, de l'époque.  

## Édition de textes
- Jean Darrouzès (éd.), Georges et Démétrios Tornikès. Lettres et discours (textes grecs et quelques traductions françaises, dont celle de l'oraison funèbre d'Anne Comnène), Paris, C.N.R.S., 1970.